# Karol Scipio del Campo (poseł)
Karol Scipio del Campo herbu własnego (ur. 17 października 1842, zm. 8 grudnia 1912 w Krakowie) – poseł do Sejmu Krajowego Galicji IV, V, VI i VII kadencji (1879–1901), hrabia, właściciel dóbr.
Syn Maurycego, porucznika kawalerii w powstaniu listopadowym, bratanek Jana Karola. Studia ukończył w paryskiej École des Mines. W 1870 przybył do Lwowa. W latach 1871–1876 pracował jako dyrektor fabryki papieru w Czerlanach. W latach 1871–1872 był członkiem Rady Powiatowej i Wydziału Powiatowego w Gródku, a w latach 1872–1876 wchodził w skład powiatowej komisji szacunkowej podatku gruntowego w Gródku. Od 1872 był członkiem Galicyjskiego Towarzystwa Gospodarczego we Lwowie. Po ślubie z Karoliną Weigel osiadł w Łopuszce. W latach 1875–1884 był członkiem Rady Powiatowej w Łańcucie, pełniąc w 1877 funkcję prezesa tamtejszego Wydziału Powiatowego. W latach 1877–1890 był członkiem Wydziału Galicyjskiego Towarzystwa Kredytowego Ziemskiego z okręgu Łańcut-Kolbuszowa. 
Karierę parlamentarną rozpoczął w 1879 jako poseł na Sejm Krajowy z okręgu rzeszowskiego I kurii, wchodząc na miejsce Ludwika Skrzyńskiego, który zrzekł się mandatu 30 września 1878
15 października 1883 został wybrany na zastępcę członka Wydziału Krajowego pełnił tę funkcję w do śmierci. W 1890 przeniósł się do Krakowa. W latach 1886–1893 był zastępcą dyrektora Towarzystwa Wzajemnych Ubezpieczeń w Krakowie, w latach 1894–1897 jego II dyrektorem. W 1901 był członkiem Rady Nadzorczej Galicyjskiego Akcyjnego Towarzystwa Przemysłu Cukrowniczego w Przeworsku, a także wchodził w skład rady nadzorczej Banku Melioracyjnego we Lwowie (1905–1907). Był członkiem rady nadzorczej Banku Ziemskiego w Krakowie w 1912. 
Gdy w 1893 zmarł na ospę starszy syn Karola, 20-letni Władysław, ojciec w Łopuszce wybudował kaplicę grobową według projektu Karola Stryjeńskiego. W grudniu 1893 zapisał się do krakowskiej Sodalicji Mariańskiej. Stał na czele Czytelni Katolickiej w pierwszych latach jej istnienia.